# Anna Rita Del Piano
Anna Rita Del Piano, nome artístico de Anna Rita Viapiano (Cassano delle Murge, 26 de julho de 1966) é uma atriz de teatro, cinema e televisão italiana.

## Biografia
Nascida em Cassano delle Murge em 1966, mudou-se desde menina com a família para Matera, onde começa os primeiros estudos artísticos.
Perfeciona seus estudos nos anos '80 em Bari e diploma-se no Instituto Superior de Educação Fisica de Urbino.
Seu primeiro trabalho no cinema é em 1993 no filme L'uomo delle stelle de Giuseppe Tornatore.
Em 2012 volta em Cassano delle Murge como diretora do filme Parigi nell'Anno del Signore.

## Prémios
- Melhor Attrice non protagonista por Le ali della vita, Festival del Cinema e della Televisione (2001)
- Melhor Attrice non protagonista p0r L'uomo sbagliato, Festival del Cinema e della Televisione (2005)
- Premiada na seleção Amore per Roma homenagem à F. Fiorentini, Teatro Parioli (2010)
- Nomination na categoria Melhor atriz por 48 ore in corto (2012)